# Justizpartnerschaft
Eine Justizpartnerschaft ist eine Partnerschaft zwischen Einrichtungen oder Organisationen des Justizwesens verschiedener Städte oder Staaten. Solche Partnerschaften werden z. B. von Gerichten oder Berufsgruppen des Justizwesens eingegangen, um sich fachlich auszutauschen oder gegenseitig zu unterstützen. Internationale Justizpartnerschaften werden außerdem als Plattform genutzt, um sich gegenseitig über die Unterschiede der jeweiligen Rechtssysteme zu informieren. 
Deutsch-deutsche Justizpartnerschaften haben nach der Wiedervereinigung Deutschlands wichtige Beiträge für das Zusammenwachsen geleistet.